# Mitteldeutsche Zeitung
 (avril 2024).
Si vous disposez d'ouvrages ou d'articles de référence ou si vous connaissez des sites web de qualité traitant du thème abordé ici, merci de compléter l'article en donnant les références utiles à sa vérifiabilité et en les liant à la section « Notes et références ».
Le Mitteldeutsche Zeitung est un journal quotidien allemand local diffusé dans le sud de la Saxe-Anhalt. Le Volksstimme est publiée au nord et au centre de la Saxe-Anhalt.

## Histoire

### Freiheit
Le 16 avril 1946, le premier numéro de Freiheit paraît, il est l'organe du SED nouvellement fondé à Halle-sur-Saale. Il est issu de la fusion des journaux organes Volkszeitung du KPD et Volksblatt du SPD. Freiheit paraît initialement pour toute la Saxe-Anhalt. En 1947, il ne concerne que Halle après la création du Volksstimme à Magdebourg en tant que nouveau journal du SED. Il atteint un tirage quotidien d'environ 533 000 exemplaires.
En 1989, Freiheit écrit peu sur le flux d’émigrants vers l'Occident, décrit comme « fomenté par la République fédérale d’Allemagne » et comme un « trafic d’êtres humains organisé ». Une première note en une seule colonne sur les manifestations en RDA n'est publiée que le 9 octobre 1989, alors que les manifestations du lundi à Leipzig avaient déjà eu lieu depuis le 4 septembre. Le message qualifie les manifestants de « jeunes crackers ». Le premier grand rapport sur les événements politiques est publié le 23 octobre 1989.
Le rédacteur en chef Hans-Dieter Krüger est licencié par le SED le 29 novembre 1989, Stefan Lehnebach reprend le poste. Le 28 décembre 1989, le journal paraît pour la première fois une page sur laquelle les partis et mouvements civils non affiliés au SED peuvent se présenter. Le tirage au 31 décembre 1989 est de 593 817 exemplaires. Le 15 janvier 1990, le journal déclare en première page qu'il s'est séparé du SED/PDS et qu'il fonctionne désormais comme un journal indépendant. 
Les premières discussions de coopération avec des investisseurs de la République fédérale ont lieu en janvier 1990. Le 25 février 1990, une déclaration d'intention de collaboration avec M. DuMont Schauberg, née de contacts privés, est signée. Contrairement à la plupart des anciens journaux de district du SED, Freiheit est exclu de la vente aux enchères par la Treuhandanstalt. Süddeutscher Verlag, le groupe d'édition Rhein Main et Axel Springer Verlag étaient également intéressés au journal. Le contrat est obtenu grâce à une intervention du ministre fédéral des Affaires étrangères de l'époque, Hans-Dietrich Genscher, à la Treuhandanstalt. Après que les irrégularités aient été rendues publiques, la Treuhandanstalt augmente le prix d'achat de 15 millions d'origine à 103,5 millions de DM.
Le 1er mars 1990, l'imprimerie et la maison d'édition Freiheit sont libérées du patrimoine du PDS/SED et fondées en tant qu'entreprises publiques. La décision de le faire n'est officiellement prise que le 15 juin 1990 et est antidatée. Le 16 mars 1990, le journal paraît pour la dernière fois sous le nom de Freiheit après 13 476 numéros.

### Mitteldeutsche Zeitung
Le 17 mars 1990, le journal paraît pour la première fois sous le nom de Mitteldeutsche Zeitung avec un tirage de 593 000 exemplaires. Le 2 avril 1990, les prix du journal augmentent. Au lieu de 15 pfennigs par journal auparavant, le prix est désormais de 40 pfennigs. À partir du 4 avril 1990, Bild est imprimé régulièrement dans l'imprimerie de la Mitteldeutsche Zeitung jusqu'à la résiliation du contrat le 1er juin 1990. Le 20 avril, Tele-Prisma, un supplément télévisé, est ajouté pour la première fois. Onze jours plus tard, les deux sociétés publiques fusionnent pour former Mitteldeutsche Druck- und Verlagshaus GmbH, l'authentification ayant lieu le 11 juin 1990. Le 28 mai, le journal est créé pour la première fois électroniquement, en utilisant un système de composition de Cicéro. Au 1er juin 1990, le tirage du Mitteldeutsche Zeitung est de 543 400 exemplaires. .
Après l'union monétaire, économique et sociale du 1er juillet, le Mitteldeutsche Zeitung coûte 0,40 DM au détail. Le 5 novembre, le tirage de Bild reprend. Le Wochenspiegel paraît pour la première fois le 13 décembre 1990, imprimé sur les machines du Mitteldeutscher Druck- und Verlagshaus. Le 20 décembre 1990, la société passe officiellement du patrimoine de la fiducie au groupe d'édition M. DuMont Schauberg. Le contrat d'achat est conclu avec effet rétroactif au 1er juillet.
En janvier 1992, le tirage est de 452 348 exemplaires.
Le 15 janvier 1993 paraît le dernier numéro de l'édition de Halle de Bild. Le Mitteldeutsche Express cesse le 30 mars 1995 en raison d'une diffusion insuffisante.
La filiale MZZ-Briefdienst GmbH est fondée en 2000. Le service de courrier MZZ fonctionne comme un prestataire de services postaux privé, comme cela est possible depuis la libéralisation postale en 1998. Grâce à lui, les lettres et les cartes postales peuvent être livrées via un réseau de partenaires dans presque tous les nouveaux Länder.
Le Mitteldeutsche Zeitung obtient son contenu national auprès de la communauté éditoriale de DuMont à partir d'avril 2010 et le reçoit de RND Redaktionsnetzwerk Deutschland depuis octobre 2018.
Le 15 janvier 2020, le groupe de médias DuMont annonce la vente du groupe de médias Mitteldeutsche Zeitung à Bauer Media Group, qui possède également le Volksstimme, le deuxième grand quotidien de Saxe-Anhalt.
Le 1er février 2022, Marc Rath devient rédacteur en chef. Des désaccords dans la réorientation du journal conduisent à la séparation à l'amiable avec Hartmut Augustin, présent depuis 2010.

## Éditions locales
- SaaleKurier, Halle (Saale)
- AnhaltKurier, Dessau-Roßlau
- Ascherslebener Zeitung, Aschersleben
- Bernburger Kurier, Bernbourg
- Bitterfelder Zeitung, Bitterfeld-Wolfen
- ElbeKurier, Wittenberg
- Jessener Land, Jessen (Elster)
- Köthener Zeitung, Köthen
- Neuer Landbote, Merseburg
- Mansfelder Zeitung, Eisleben
- Quedlinburger Harz Bote, Quedlinburg
- Sangerhäuser Zeitung, Sangerhausen
- Weißenfelser Zeitung, Weißenfels
- Zeitzer Zeitung, Zeitz
- Naumburger Tageblatt, Naumburg